# 스다촌 (와카야마현)
스다촌(隅田村)은 와카야마현 이토군에 설치되었던 촌이다. 현재의 하시모토시에 해당한다.

## 역사
- 1889년 4월 1일 - 정촌제 시행에 의해 11촌의 구역을 가지고 스다촌이 성립하였다.
- 1954년 8월 1일 - 고이노촌과 합병해 새로운 스다촌이 성립하였다.
- 1955년 1월 1일 - 기미촌, 야마다촌, 기시카미촌, 가무로촌과 합병해 하시모토시가 성립하여, 동일 스다촌은 폐지되었다.

## 교통

### 철도
- 일본국유철도
  - 와카야마선

### 도로
- 국도 제24호선

## 참고문헌
- 角川日本地名大辞典 30 和歌山県